# Verneuil-Moustiers
Verneuil-Moustiers ist eine Gemeinde in Frankreich. Sie gehört zur Region Nouvelle-Aquitaine, zum Département Haute-Vienne, zum Arrondissement Bellac und zum Kanton Châteauponsac. 

## Lage
Sie grenzt im Norden an Brigueil-le-Chantre, im Osten an Lussac-les-Églises, im Süden an Tersannes und im Westen an Azat-le-Ris. Die Gemeinde wird von den Flüssen Asse und Narablon durchquert.

## Einwohnerentwicklung
| Jahr      | 1962 | 1968 | 1975 | 1982 | 1990 | 1999 | 2008 | 2013 |
| --------- | ---- | ---- | ---- | ---- | ---- | ---- | ---- | ---- |
| Einwohner | 302  | 256  | 242  | 238  | 184  | 173  | 157  | 132  |

## Sehenswürdigkeiten
- Kirche Saint-Marc
- Schlösser Château du Faon und Château de La Tour-aux-Paulmes
- Galloromanische Skulptur aus Granit
- Galloromanische Ruine (Vestiges gallo-romain au Faon)